# Gastoúni
Gastoúni (grec moderne : Γαστούνη) est une ville d'Élide au nord-ouest du Péloponnèse, à 70 km au sud de Patras. Sa population est de 7 602 habitants.

## Personnalités liées
- Nikos Kachtitsis (1926-1970), écrivain grec